# Hot Dog (film, 1999)
Pour les articles homonymes, voir Hot Dog (homonymie).
 (juillet 2025).
Pour plus de détails, voir Fiche technique et Distribution.
Hot Dog est un court métrage français réalisé et écrit par Laurent Baffie et sorti en 1999.

## Synopsis
Deux chiens jouent aux humains, le soir, et que fait un homme seul, le soir ?

## Fiche technique
- Titre original et français : Hot Dog
- Réalisation : Laurent Baffie
- Scénario : Laurent Baffie
- Scripte : Sophie Le Tallec
- Chef décorateur : Giuseppe Ponturo
- Montage : Stéphane Mazalaigue
- Assistante montage : Laetitia Larroutis
- Assistant opérateur : Pierre Stetin
- Directeur de la photo : Philippe Vene
- Dresseurs : Michel Flaesch et Michel Berchigny
- Directrice de production : Emilie Bouthiaux
- Producteur : Laurent Baffie
- Sociétés de production : Laurent Baffie Productions, Centre national de la cinématographie, Canal+ France et Talantis Films
- Pays d'origine :  France
- Langue originale : français
- Format : couleur
- Genre : court métrage
- Durée : 5 minutes
- Dates de sortie : 1999
- Dates de sortie DVD : (Avec la sortie DVD du film : Les Clefs de bagnole)

## Distribution
- Jojo : le mari
- Moumoune : la femme

## Autour du film
- La sortie DVD de ce court métrage est sorti avec le long métrage Les Clefs de bagnole